# Elżbieta Jung
Elżbieta Jung (ur. 1956) – polska badaczka, naukowiec, mediewistka.
Profesor nadzwyczajna, kierowniczka Zakładu Filozofii Starożytnej, Średniowiecznej i Przednowożytnej Katedry Historii Filozofii na Wydziale Filozoficzno-Historycznym Uniwersytetu Łódzkiego. Specjalizacja filozofia nauki, filozofia średniowieczna. Napisała rozprawy Tomasz Wilton i dyskusje wokół nieskończonej mocy pierwszego poruszyciela – Boga (UŁ; Wydział Filozoficzno-Historyczny 1991 promotor prof. zw. dr hab. Zdzisław Kuksewicz) oraz Między filozofią przyrody a nowożytnym przyrodoznawstwem. Ryszard Kilvington i fizyka matematyczna w średniowieczu, (UŁ Wydział Filozoficzno-Historyczny 2002, recenzenci: Andrzej Bednarczyk dr hab. (Uniwersytet Warszawski) Zdzisław Kuksewicz prof. zw. dr hab. (Instytut Filozofii i Socjologii PAN) Barbara Tuchańska prof. dr hab. (Uniwersytet Łódzki). Jest autorką wielu artykułów i publikacji naukowych. Od 2008 roku prodziekan ds. nauki Wydziału Filozoficzno-Historycznego Uniwersytetu Łódzkiego. W 2017 otrzymała tytuł naukowy profesora nauk humanistycznych.
Redaktor Naczelny Mediaevalia Philosophica Polonorum.

## Kariera naukowa[3]

### Stypendia
Otrzymała szereg stypendiów naukowych, m.in. od:
- Centre d’Etudes Supérieures de Civilisation Médiévale, Poitiers (Francja, 1987)
- Fundacji Kościuszkowskiej z Nowego Jorku i Visiting Scholar na Wydziale Historii Nauki Uniwersytetu Harvarda, Cambridge Mass. (USA, 1996-1997)
- Fundacji Fulbrighta i Visiting Scholar na Wydziale Teologii, Boston College, Chestnut Hill, Mass. (USA, 2002-2003)
- stypendystka i Senior Fellow Dibner Institute for the History of Science and Technology (Instytut Dibnera Historii Nauki i Technologii), Massachusetts Institute of Technology, Cambridge Mass. (USA, 2003-2004)

### Tłumaczenia, m.in.
- Bartłomiej z Jasła, Pierwsza mowa z okazji odnowienia uczelni
- Franciszek z Brzegu, Mowa o miłości braterskiej (z D. Gwis)
- Maciej z Łabiszyna, Pochwała nieznanego rektora (z D. Gwis)
- Anonim, Odpowiedź nieznanego rektora (z D. Gwis)
- Tomasz Strzempiński, Mowa o trudach urzędu rektorskiego (z D. Gwis)
- Stanisław ze Skarbimierza, Mowa o pozyskaniu mądrości (z D. Gwis)
- Jan Duns Szkot, Wiedza człowieka o Bogu (z D. Gwis, M. Gensler)
- Tomasz Wilton, O nieskończonej mocy Boga (z D. Gwis, M. Gensler)
  - Czy cel jest przyczyną (z D. Gwis, M. Gensler)
- Piotr Aureoli, O czynach ludzi niewierzących (z D. Gwis, M. Gensler)
  - Czy działanie rozmyślne może być moralnie obojętne (z D. Gwis, M. Gensler)
- Walter Burley, O bycie (z D. Gwis, M. Gensler)
  - O powiększaniu się i zmniejszaniu form przypadłościowych (z D. Gwis, M. Gensler)
- Jan z Janduno, Czy intelekt możnościowy jest samoistnym bytem w akcie, czy bytem w czystej możności receptywnej (z D. Gwis, M. Gensler)
- Wilhelm Ockham,Prolog do Ordinatio (z D. Gwis, M. Gensler)
  - Czy poznanie intuicyjne może dotyczyć przedmiotu nieistniejącego (z D. Gwis, M. Gensler)
  - O nauce w ogóle, a nauce przyrodniczej w szczególności (z D. Gwis, M. Gensler)
- Jan Buridan, Dzięki czemu porusza się przedmiot rzucony (z D. Gwis, M. Gensler)
  - Czy rodzaj, gatunek, różnica i własność rzeczy przyjmują mniejsze lub większe stopnie podobnie jak przypadłość (z D. Gwis, M. Gensler)
  - O drzewie Porfiriusza (z D. Gwis, M. Gensler)
- Tomasz Bradwardine, Dlaczego jest Bóg (z D. Gwis, M. Gensler)
- Mikołaj z Autrecourt, Pierwszy list do Bernarda (z D. Gwis, M. Gensler)
  - Drugi list do Bernarda (z D. Gwis, M. Gensler)
- Wilhelm Heytesbry, O prawdzie i fałszu zdania (z D. Gwis, M. Gensler)
- Jan Wiklef, O Chrystusie i jego przeciwniku Antychryście (z D. Gwis, M. Gensler)
  - O błogosławionym wcieleniu (z D. Gwis, M. Gensler)
- Robert Kilwardby, Czy w stwarzaniu jest zachowany porządek między bytem i niebytem (z D. Gwis, M. Gensler)
  - O naturze anielskiej
- Jan Peckham, Czy w człowieku mogą istnieć dwie dusze. Przeciw błędom Manesa i jemu podobnych (z D. Gwis, M. Gensler)
  - Czy prawda jest poznawana przez się, czy za pośrednictwem jakiejś formy (z D. Gwis, M. Gensler)
- Tomasz z Akwinu, O zasadach natury (z D. Gwis, M. Gensler)
- Siger z Brabancji, Czy dusza intelektualna zwielokrotnia się stosownie do wielości ciał ludzkich (z D. Gwis, M. Gensler)
- Rajmund Lull, Przeciwko niektórym błędnym poglądom Averroesa (z D. Gwis, M. Gensler)
  - Ars brevis (z D. Gwis, M. Gensler)
- Henryk z Gandawy, Czy materia może istnieć sama przez się bez formy (z D. Gwis, M. Gensler)
  - Czy możliwe jest zmartwychwstanie ciał ludzkich (z D. Gwis, M. Gensler)
  - Czy może zachodzić jakaś przemiana nie mająca podłoża w materii (z D. Gwis, M. Gensler)

### Ważniejsze wykłady na zagranicznych uczelniach
- Speculative Physics in 14th Century, Boston College, 1997
- Richard Kilvington on local motion, Harvard University, 1997
- The Transmission of ideas from Galileo to Newton. Walter Charleton on mechanics. Dibner Institute, MIT, 2003
- Mathematical Theology, Boston University, 2003

### Ważniejsze publikacje książkowe
- Disce Puer. Podręcznik do łaciny średniowiecznej, Wydawnictwo Naukowe PWN, Warszawa 2000, ISBN 83-01-13236-1 (współautor Dariusz Gwis)
- Wszystko to ze zdziwienia. Antologia tekstów filozoficznych z XIV wieku (Wydawnictwo Naukowe PWN, Warszawa 2000, ISBN 83-01-13354-6)
- Jana z Janduno koncepcja intelektu (Częstochowa, 1990)
- Prima verba. Krakowskie mowy uniwersyteckie (red. wstęp, wybór tekstów, indeksy), (Łódź, 2000)
- Disce puer. Podręcznik do łaciny średniowiecznej (red. z D. Gwis) (Warszawa 2000)
- Księga pamiątkowa ku czci profesora Zdzisława Kuksewicza (red.), (Łódź, 2000)
- Między filozofią przyrody a nowożytnym przyrodoznawstwem. Ryszard Kilvington i fizyka matematyczna w średniowieczu (Łódź, 2002)